# Меджидов, Гасан Али оглы
Гасан Али оглы Меджидов (азерб. Həsən Əli oğlu Məcidov; 12 декабря 1914, Баку — 11 января 1978, Баку) — азербайджанский советский архитектор. Заслуженный строитель Азербайджанской ССР (1960).

## Биография
Гасан Али оглы Меджидов родился 12 декабря 1914 года в Баку. 
В 1943 году стал членом КПСС. 
С 1950 по 1954 год являлся заместителем председателя Совета правления Союза архитекторов Азербайджана.
С 1958 по 1960 год являлся председателем Комитета работ правительственных построек Совета министров Азербайджанской ССР. 
С 1960 года по 1978 год являлся заведующим кафедрой и деканом Азербайджанского политехнического института.
Основными постройками Меджидова являются Дворец культуры имени Ф. Э. Дзержинского в Баку (1948; сейчас — Центр культуры Службы государственной безопасности), здание Министерства внутренних дел Азербайджанской Республики (1954), здание бакинского филиала Центрального музея В. И. Ленина (1955; сейчас — Музейный центр), Аэропорт в Баку (1964), здание Музыкально-драматического театра в Нахичевани (1964; совместно с Э. Исмаиловым), Гостиница «Баку» (1970), станция Бакинского метрополитена «Мешади Азизбеков» (1972; в 2011 году переименована в «Кёроглу»), жилые дома, кинотеатр, клуб и иные здания.
Являлся депутатом Верховного Совета Азербайджанского ССР 5-го созыва (1959—1962). 
В 1960  году удостоен звания Заслуженного строителя Азербайджанской ССР.
Скончался 11 января 1978 года в Баку.

## Награды
- Орден «Знак Почёта»
- Заслуженный строитель Азербайджанской ССР (1960)

## Память
15 декабря 2014 года в связи со 100-летием Гасана Меджидова была открыта мемориальная доска с именем архитектора на стене Музейного центра в Баку, автором проекта которого он являлся.
В мае 2016 года были выпущены почтовые марки, посвященные 80-летию Союза архитекторов Азербайджана. На одной из марок изображён Гасан Меджидов и здание Музейного центра Баку.

Галерея работ в Баку
Дворец культуры имени Ф. Э. Дзержинского (1948)
Здание Министерства внутренних дел Азербайджанской Республики (1954)
Здание Бакинского филиала Центрального музея В. И. Ленина (ныне Музейный центр Министерства культуры и туризма Азербайджанской Pеспублики ) (1955)